# 烏累若鞮單于
烏累若鞮單于（？—18年），被王莽立為孝單于，挛鞮氏，名咸，是新朝時期匈奴單于。

## 生平
他前在位1年（公元11年），後在位5年（公元13年至18年）。呼韩邪单于的儿子。乌珠留单于的弟弟，母大阏氏，为右犁汗王（左犁汗王）。新朝王莽为分化匈奴，欲分匈奴地为十五国，谋立十五单于分治，以分匈奴之势。始建国三年（11年），为王莽诱胁至云中，强迫立为“孝单于”称号，其子助被立为顺单于，以对抗乌珠留单于。挛鞮咸不受，逃归匈奴庭，被乌珠留单于降为於粟置支侯。因其子挛鞮角多次侵犯新朝边境，王莽在常安杀其子挛鞮登。始建国五年（13年）乌珠留单于死后，王昭君女婿、匈奴掌权大臣右骨都侯须卜当想要和中国和亲，于是拥立挛鞮咸为烏累若鞮单于。在须卜当的规劝下，于天凤元年（公元14年）遣使入塞请和亲，欲见和亲侯王歙。得知儿子挛鞮登被杀，于是心怀怨恨，绝和亲，寇掠新朝不绝。天凤二年（15年），王莽遣使归还登遗体，厚赐单于。烏累若鞮單于遣使至边塞，迎王莽使者王咸等，由于贪图王莽贿赂，接受王莽所赐印绶，改号匈奴曰“恭奴”，单于曰“善于”。多赐金币。匈奴与汉关系稍有缓和，他表面臣服，实则扰掠如故。在位五年，烏累若鞮單于死。

## 子
- 順單于 (助)
- 順單于 (登)